# Lasiochlaena
Lasiochlaena is een monotypisch geslacht van schimmels behorend tot de familie Fomitopsidaceae. Het bevat een soort: Lasiochlaena anisea. Het geslacht is beschreven door de Tsjech Zdenek Pouzar en voor het eerst geldig gepubliceerd in 1990.